# Basílica de San José de Flores
La Basílica de San José de Flores es un templo católico del barrio de Flores, ciudad de Buenos Aires, que se ubica frente a la Plaza Pueyrredón (o Plaza Flores), en el centro comercial y social del barrio, que fue y es sede de acontecimientos históricos del mismo.

## Historia

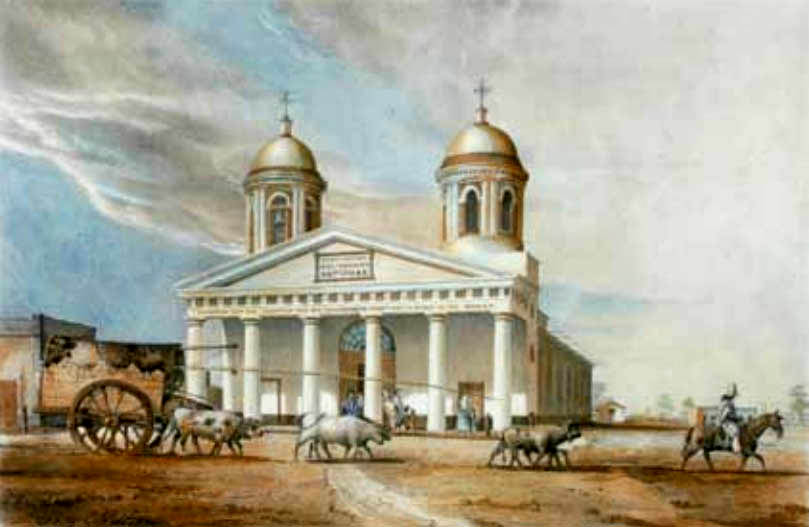
Anterior edificio de la Iglesia de Flores, inaugurado en 1831 y reemplazado en 1883.

En 1803 el nuevo obispo de Buenos Aires, Benito Lué y Riega, decidió tomar parte de los territorios de los curatos de La Piedad, Montserrat, San Isidro y Morón para erigir uno nuevo. La familia de Ramón Francisco Flores donó una manzana para levantar el edificio de la futura iglesia parroquial, otra para crear una plaza –camino principal de por medio– y una tercera para instalar los mataderos públicos del nuevo pueblo. El expediente fue elevado al virrey Rafael de Sobremonte tres años después, y el 31 de mayo de 1806 se erigió formalmente el nuevo curato que se denominó San José de Flores.
Un primer templo precario de adobe, madera y paja, duró muy pocos años. El padre Miguel García recaudó fondos entre los vecinos de la parroquia para poder edificar un templo definitivo, consiguiendo una donación de doce mil ladrillos de primera calidad por el propio Ramón Francisco Flores.
El 19 de febrero de 1810 comenzaron a realizarse los cimientos de la nueva iglesia, pero el 12 de mayo de 1810 los trabajos tuvieron que suspenderse por falta de fondos. El 18 de febrero de 1811 recomenzaron los trabajos, quedando nuevamente suspendidos el 10 de mayo de ese mismo año. Al no lograr darle término, el presbítero García se vio obligado a establecer la Iglesia en uno de los corredores contiguos al edificio en construcción, y durante dos décadas se mantuvo en ese lugar.
Al paralizarse las obras en 1811, el templo se encontraba aún sin techo, pero con algunas paredes levantadas por el costado y cerradas las dos capillas que quedaban a ambos lados En ese estado permanecieron las obras durante largos años, sufriendo deterioros tales que provocaron su completa destrucción. El gobierno de Bernardino Rivadavia decretó en 1823 emprender a su costa, la edificación de un nuevo templo parroquial, proyecto que nunca se concretó.

### Primer edificio definitivo
En febrero de 1830 el doctor Martín Boneo, amigo personal de Juan Manuel de Rosas, se hizo cargo. El nuevo párroco dedicó sus esfuerzos a dos proyectos prioritarios: edificar una nueva iglesia y erradicar el pequeño cementerio lindero trasladándolo a un lugar más amplio y menos urbanizado. En solo dos meses Boneo consiguió entusiasmar a los vecinos, que apoyaron sus propuestas abriendo una suscripción pública en todo el partido.
Luego de la solidaridad del gobernador Juan Manuel de Rosas, a quien nombró padrino del templo y quien jugaría un papel decisivo para su concreción, toda la sociedad porteña rivalizó en donaciones de diverso género para la nueva iglesia, desde dinero hasta ladrillos, rejas, puertas de cedro, manteles, alfombras o implementos de culto. Entre ellos encontramos los nombres de Encarnación Ezcurra y su hermana María Josefa, Manuel Vicente Maza, Lucio Norberto Mansilla, Ángel Pacheco, Juan José Paso, José Rondeau, Gregorio Perdriel, Gervasio Ortiz de Rozas, Juan José de Anchorena.
El ingeniero Felipe Senillosa, autor de los planos, tomó la dirección de la obra en forma totalmente gratuita. La iglesia se inauguró el 11 de diciembre de 1831 con festejos populares que se prolongaron durante toda la semana. Lo consagró el obispo Mariano Medrano y Cabrera con la presencia del gobernador de Buenos Aires y ofreció la primera misa el doctor José María Terrero, aunque todavía faltaba terminar el pórtico y la segunda torre, que se concluyeron en 1833.

### Edificio actual

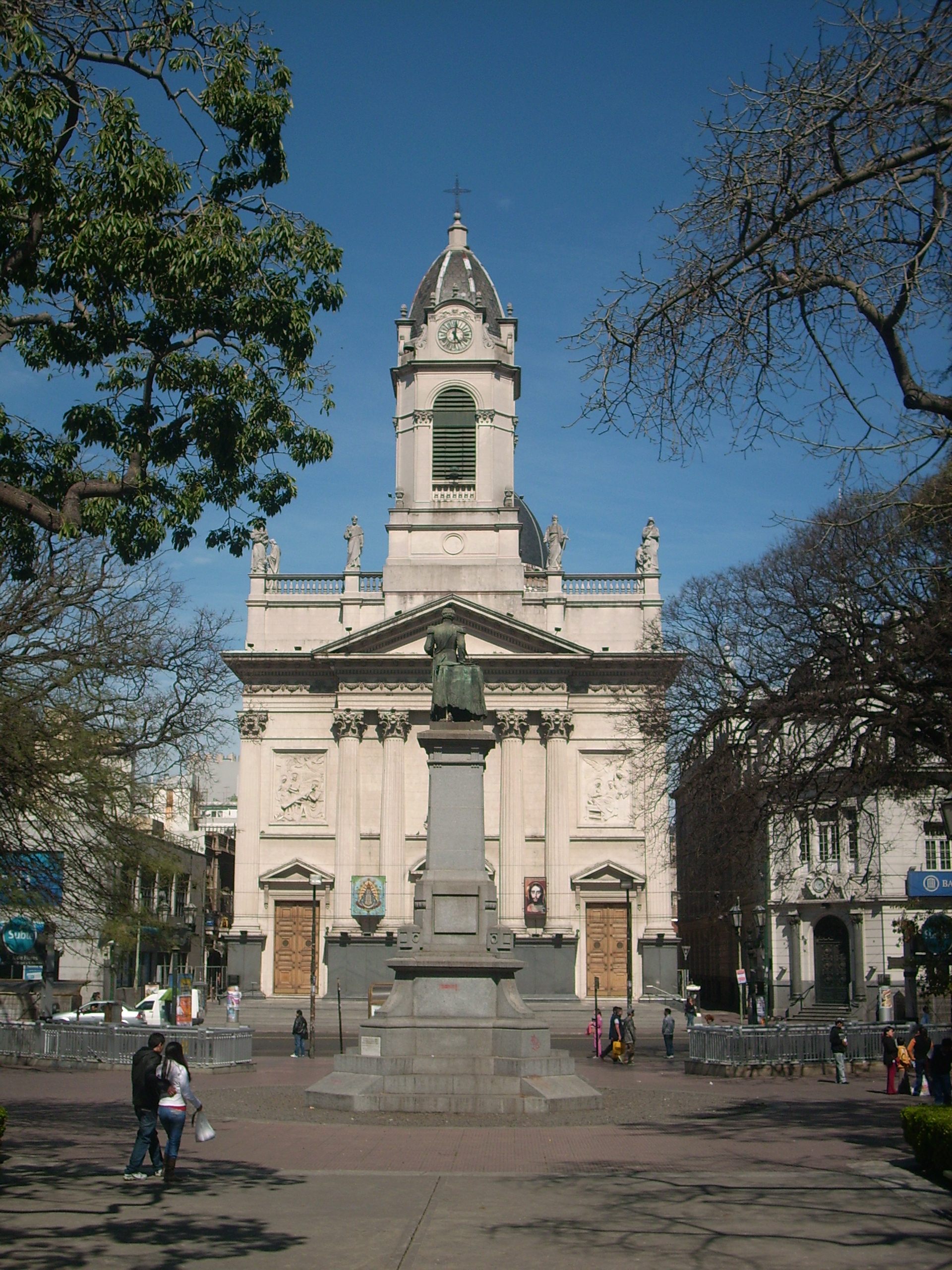
Fachada principal desde Plaza Pueyrredón.

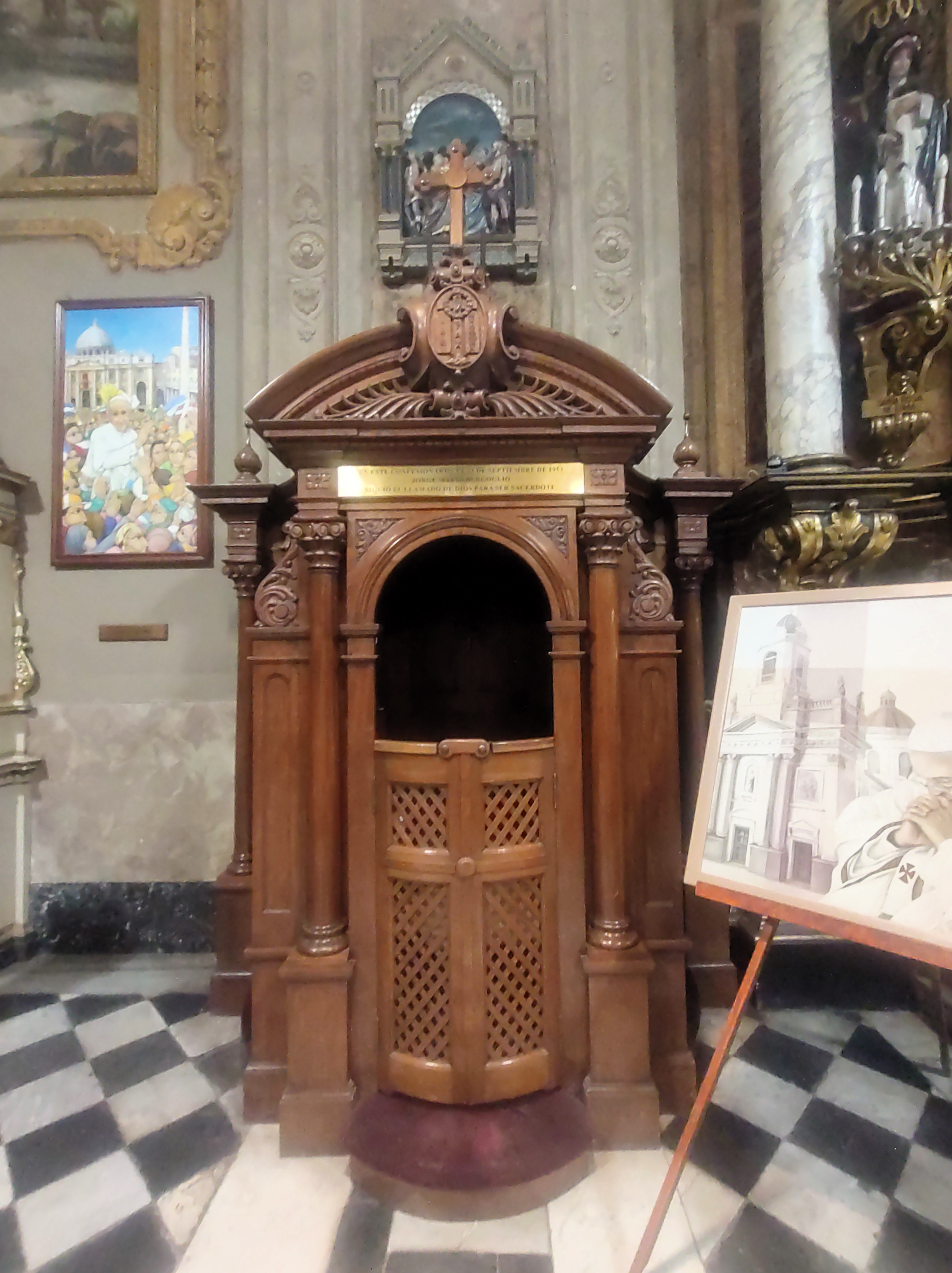
En este confesionario de la basílica Jorge Mario Bergoglio "siguió el llamado de Dios para ser sacerdote".

En abril de 1878, se hizo cargo de la Parroquia el padre Feliciano de Vita, quien encaró la construcción de un nuevo templo para reemplazar el edificado por Senillosa, ya que por un lado su capacidad no alcanzaba para albergar a toda la gente y además estaba fuera de tono con las grandes residencias que ya se habían construido en los alrededores por parte de las familias acaudaladas de la zona. Estas mismas volvieron a colaborar con aportes al proyecto.
El 4 de mayo de 1879 se colocó la piedra fundamental del nuevo templo. Casi dos meses después, el 23 de julio de 1879, los arquitectos italianos Benito Panunzi y Emilio Lombardo, encargados de la obra, daban por concluidos los planos, colocando los primeros ladrillos del actual templo, y desde entonces los trabajos para la recolección de fondos tuvieron que redoblarse. La construcción corrió por cuenta de los arquitectos Andrés Simonazzi y Tomás Allegrini.
La comisión encargada para los trabajos de recolección de fondos estaba compuesta por: Ángela Dorrego de Ortiz Basualdo, presidente; Carmen Díaz Vélez de Cano, vicepresidente; Teresa R. Freso, tesorera; Enriqueta Terrero, secretaria; Antonio Marcó del Pont, presidente, Feliciano De Vita, cura vicario, presidente honorario; José Luis Amadeo, tesorero; R. Ruiz de los Llanos y Luis O. Basualdo, secretarios.
El 18 de febrero de 1883, después de 3 años y 9 meses, la actual Iglesia de San José de Flores fue inaugurada y bendecida por Monseñor Federico Aneiros, en medio de una gran celebración popular, los padrinos del templo fueron el gobernador Juan José Dardo Rocha y doña Felisa Dorrego de Miró.
Fue elevada a basílica menor, el 20 de enero de 1912 por el papa Pío X, haciéndolo efectivo el arzobispo de Buenos Aires, monseñor Mariano Antonio Espinosa. Siendo párroco Daniel Figueroa, quien la decoró tal como hoy se encuentra. Asimismo fue en ese año y con tal motivo, que llegaron desde Roma la imagen de Santa Columba, virgen y mártir, y las reliquias insignes que en su interior se conservan, obsequio de monseñor Antonio Sardi, obispo de Agnani, en Italia donde las monjas cistercienses las tenían en un santuario.
En 1916, el 1° de julio, la Basílica fue consagrada al Sagrado Corazón de Jesús. El 28 de octubre de 1956, la imagen de San José que preside el altar mayor del templo, recibió la coronación pontificia, por especial distinción del papa Pío XII, inaugurándose al mismo tiempo el Camarín de San José y el Bautisterio.
Entre los años 1996 y 1997 se realizó una serie de tres pinturas a cargo de artistas ucranianos y una restauración general.
Entre los años 2014 y 2015 gracias al programa de mecenazgo auspiciado por el gobierno de la Ciudad Autónoma de Buenos Aires se ejecutó la restauración integral del templo en su interior, restaurando tanto las pinturas como el interior de la cúpula central del templo.
Los arreglos incluyen la restauración del playon de entrada y la creación de una rampa de acceso al templo. 
En este templo Jorge Mario Bergoglio, luego papa Francisco, tras haberse confesado con un cura, decidió que tras completar sus estudios ingresaría al seminario para convertirse en cura. La anécdota fue repetida en diversas oportunidades por él mismo, por lo que se encuentra señalizado el confesionario que utilizaron. Esta anécdota convirtió a la iglesia en sitio de visitas turísticas y paradas de tours inspirados sobre la vida de Bergoglio.